# George M. Grant

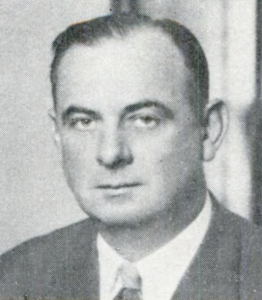
George M. Grant.

George McInvale Grant, född 11 juli 1897 i Louisville, Alabama, död 4 november 1982, var en amerikansk politiker (demokrat). Han var ledamot av USA:s representanthus 1938–1965.
Grant efterträdde 1938 J. Lister Hill som kongressledamot. Han representerade Alabamas andra kongressdistrikt fram till 1963 och sedan hela delstaten de två sista åren. I kongressvalet 1964 besegrades han av republikanen William Louis Dickinson.
Grant ligger begravd på Arlingtonkyrkogården.